# Giuseppe Zattera
Giuseppe Zattera (Legnago, 1825 – Modena, 1891) è stato un pittore italiano.

## Biografia
Grazie al sostegno di Francesco IV d'Asburgo-Este studiò pittura dal 1840 al 1852 col maestro Adeodato Malatesta presso l'Istituto di Belle Arti di Modena dove, dal 1873, divenne lui stesso insegnante.
Viene ricordato per i suoi paesaggi, per i soggetti storici e sacri.  Tra i suoi dipinti più noti Tasso incontra sua sorella a Sorrento, del 1847. Dipinse una pala d'altare raffigurante San Pasquale Baylon (1854) per la chiesa dell'Osservanza di Cesena poi trasferita nella chiesa di Santa Maria delle Assi a Modena. Dipinse anche un San Francesco di Sales (1860) per la chiesa di San Francesco, a Reggio.